# Volkswagen Golf
Golf é um automóvel fabricado pela Volkswagen. Foi lançado no mercado europeu em 1974 e no mercado brasileiro em 1995, quando já estava na sua terceira geração. O VW Golf está em concorrência com o Citroën C4, Peugeot 308 (Carro do ano na Europa 2014), Citroën C4L (CAR Awards 2014), Renault Mégane (Carro do Ano na Europa 2003).
O Golf é, atualmente, o carro de maior sucesso e vendas na história da Volkswagen, superando até o mítico Volkswagen Fusca, carro que substituiu na Europa a partir da década de 1970. O Golf passou por várias reestilizações e, na Europa, está em sua oitava geração. No Brasil não conhecemos a Quinta Geração por causa das baixas vendas, porem podem ser vistos rodando no Brasil. A Versão Norte-Americana vai receber o motor 1.0 TSI que é usado no UP no Brasil. A Oitava Geração vai continuar usando câmbio DSG de Dupla Embreagem só que agora com 10 Marchas.

## O nome
Assim como outros ícones da marca, o nome Golf também tem origem num vento: o nome vem de Gulf Stream (corrente do Golfo), uma corrente marítima rápida e quente do Oceano Atlântico que tem origem no Golfo do México e chega à Europa.

## Primeira geração (Mark 1)
Assim como seu antecessor, o Fusca, o Volkswagen Golf MK1 provou ser influente no mercado automóvel. Em produção ininterrupta desde 1974, o Golf foi um dos primeiros hatchbacks com tração dianteira. Seus concorrentes Morris Mini, Honda N360 e Fiat 128 fizeram pouco sucesso nos Estados Unidos, mas o Rabbit, juntamente com o Honda Civic, iniciaram uma geração de compactos com tração dianteira para o mercado americano.

## Segunda geração (Mark 2)
Após o sucesso inicial do Golf no mercado europeu, veio a segunda geração no ano de 1984. Dotada de injecção electrónica Bosch K-Jetronic (CIS), não demorou até aparecer o primeiro GTi. Com motor 1.8 16v, o carro desenvolvia 139 cv na versão europeia e 129 no mercado norte-americano.
A produção desta geração terminou em 1993.

## Terceira geração (Mark 3)
A terceira geração foi lançada em finais de 1992. No Brasil, foram comercializados os modelos GLX (2.0) e GL (1.8), além do GTi (2.0 8v dotado de fluxo cruzado de admissão) e o VR6 2.8. O GTi 2.0 16v não foi vendido no país. Na Europa, para além dos motores diesel 1.9 D 64cv, 1.9 TD 75cv e 1.9 TDI de 90 e 110cv, era possível encontrar também um motor 1.4 de 60cv, 1.6 de 75cv, um 1.6 GT com 101 cv e um 2.0 GTi de 150cv.
A produção desta geração terminou em princípios de 1998.

## Quarta geração (Mark 4)
O Golf sofreu mais uma metamorfose chegando a sua quarta geração em finais de 1997, com motores 1.4 (75cv), 1.6 (101cv, EA113 também conhecido com SR), 2.0 (116cv), 1.8 (125cv), 1.8 Turbo (150cv e 180cv), 2.8 V6 (204cv) e 3.2 V6 (240cv). Em 2002 a quarta geração passou por pequenas mudanças, os repetidores do pisca laterais tornaram-se transparentes (antes eram âmbar), a versão GTi com o motor 1.8 Turbo passou a debitar 180cv em vez dos anteriores 150cv e no Brasil o motor 1.6 EA113 foi substituído pelo 1.6 EA111, dotado de acelerador eletrônico E-Gás. Em 2007 antes da reestilização o Golf IV original recebeu a tecnologia bicombustível TotalFlex na versão 1.6. Mais conhecida como Golf 4 e 1/2, a então geração lançada e comercializada no Brasil e na América Latina em 2007 com motores 1.6 TotalFlex (101cv e 104cv), 2.0 (116cv), que em 2008 também recebeu a tecnologia TotalFlex (passando a contar com 116cv e 120cv). A versão GTi (equipada com um propulsor 1.8 Turbo de 180cv) deixou de ser produzida e comercializada no Brasil em 2009. No campo dos motores diesel apenas havia um bloco o conhecido 1.9 TDI tendo este saído com diversas potencias, no início da sua comercialização da 4 geração ou seja em finas de 1997 havia o 1.9 TDI de 90cv e 110cv. Em 1999 passa a haver o bloco de 115cv e este já tinha caixa de 6 velocidades. Em 2001 saiu a versão de 150cv e no final do mesmo ano saiu a versão de 130cv que veio substituir o motor de 115cv. Tanto o 150cv como o 130cv também tinham caixa de 6 velocidades. Houve ainda uma versão de 100cv que tinha 5 velocidades.

## Quinta geração (Mark 5)
Na Europa a quinta geração foi lançada ao fim de 2003. Conta com inovações como injecção directa de combustível, designada por FSI. Essa geração não foi comercializada no Brasil. Em Portugal havia o motor 1.4 16V de 80cv, 1.4 FSI 90cv, 1.4 TSI de 140cv e 170cv. O bloco 1.6 FSI debitava 115cv. O 2.0 GTI tinha 200cv e o R32 que era o topo de gama usava um bloco de 3.2 litros que debitava 250cv. No campo dos diesel a quinta geração tinha o 1.9 TDI 105cv, 2.0 TDI 140cv e 170cv. Em relação a caixa de velocidades havia de 5 e 6 velocidades manual e a caixa automática DSG.

## Sexta geração (Mark 6)
Disponível em Portugal desde Outubro de 2008 o novo Golf apresenta-se atraente com uma frente mais desportiva e atual. Mesmo assim a sexta geração do Golf que mostra uma grande evolução ficando mais moderno e desejável na Europa pais onde quem quiser dirigir um terá que visitar, deixando a quarta geração ainda na montagem de linha da fabrica no Brasil parada no tempo deixando um grande espaço entre o VW em relação seus adversários devido a sua ultrapassada tecnologia dos anos 90.

## Sétima geração (Mark 7)

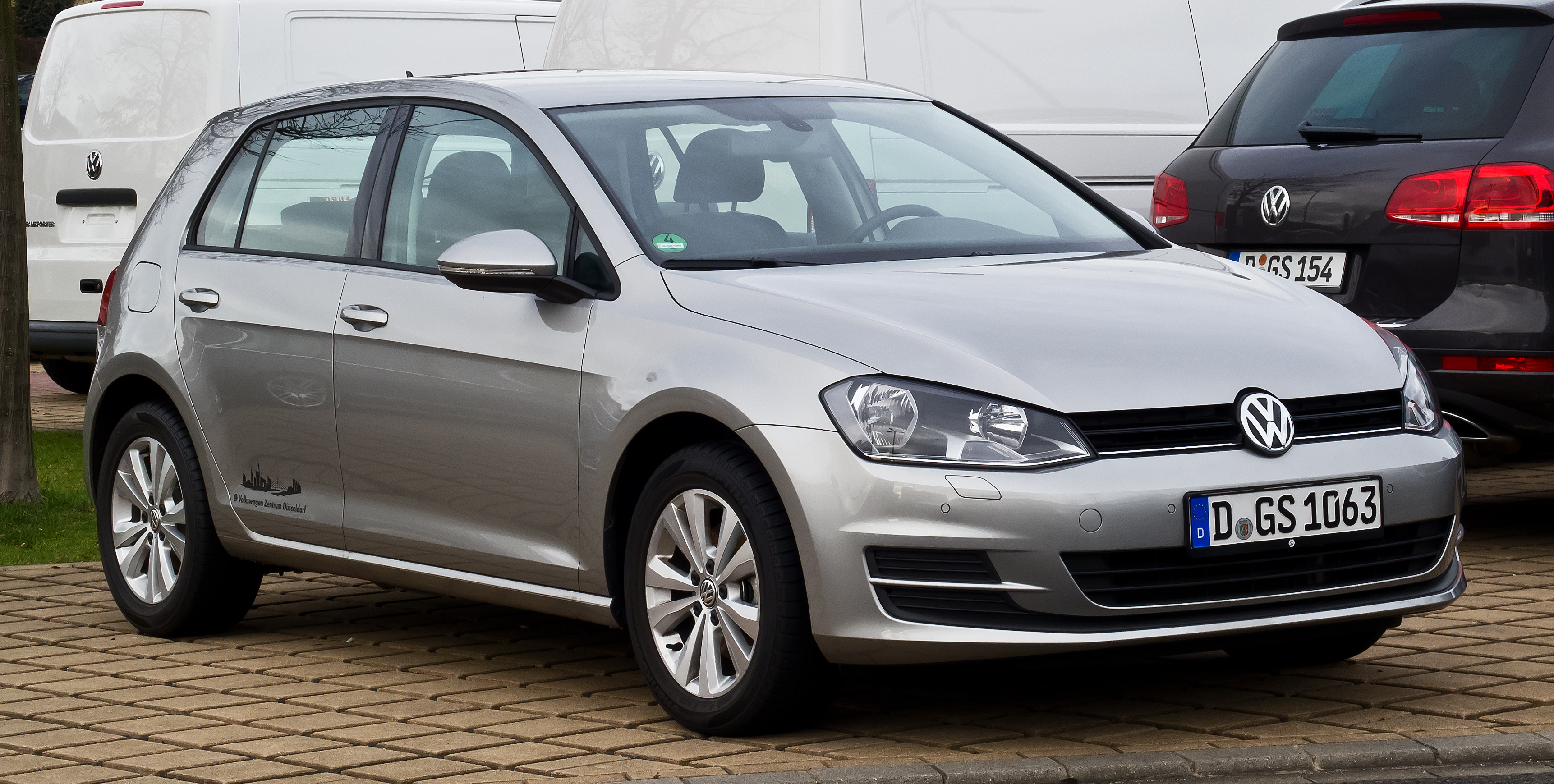
Volkswagen Golf Mk7

Em 2013 a Volkswagen lança a Sétima Geração do Golf, que voltou a ser comercializado no Brasil. Ele fica mais bonito e robusto. A Sétima Geração tem um porta malas mais amplo com 380 litros contra 350 litros da Sexta Geração.
A sétima geração possui três versões: Comfortline e Highline de 1.4 TSI de 140 cv. E a Versão mais cara o GTI 2.0 TSI de 220 cv. Em Janeiro de 2016 a Versão Comfortline adotou a motorização 1.6 MSI Flex de 120 cv no Etanol e 110 cv na Gasolina. Em Março de 2016 a Versão Highline continua com a mesma motorização a 1.4 TSI só que agora Flex sem que isso diminua ou aumente o seu desempenho vai continuar com 150 cv no Etanol e 140 cv na Gasolina, e o câmbio agora é o automatico Tiptronic de 6 velocidades que substitui o polêmico DSG-7 marchas. Em 2017 é lançada a versão Comfortline 1.0 TSI Flex manual com 116 cv na gasolina e 125 cv no etanol, que substitui o motor aspirado 1.6 MSI, versão automática só chega em 2018 com câmbio Tiptronic, junto com o fim das versões TSI no país. Em 2018 chega a reestilização mk7,5. Versao GTI é produzida até 2019 e versão GTE (hibrida) é vendido até 2020.

### Comforto
Os níveis de insonorização e de conforto acústico superam todas as barreiras da classe. A aparência e a disposição dos materiais, bem como os detalhes como o alumínio escovado, a instrumentação circular e o volante derivados do Passat CC, deixam a impressão de que se está a bordo de um modelo do segmento superior.

### Segurança
Os sistemas de assistência à condução, como o Controle de Distância Automático (ACC), o chassis adaptativo (DCC) e a função de estacionamento automático (Park Assist), trazem para a classe do Golf um valor acrescido. Em complemento, o novo Golf apresenta um nível máximo de protecção dos seus ocupantes: um novo dispositivo de controle de estabilidade (ESP), com uma resposta mais precisa em todo o seu campo de ação; sete airbags (incluindo airbags para os joelhos); apoios de cabeça especiais (WOKS) que funcionam para contrariar o efeito de chicote; sistema de detecção de cinto de segurança nos lugares traseiros; luzes de presença diurnas. Na segurança passiva, o Golf VI estreia um novo sensor de detecção da severidade do embate. Localizado a meio do habitáculo, este sensor avalia e “sente” sinais de desaceleração de baixa frequência. Adicionalmente, acelerometros especiais medem a frequência dos componentes numa faixa mais “audível”, sinais esses que são gerados quando as estruturas na zona dianteira do veículo começam a deformar-se. Esses sinais, ou “ondas sonoras” propagam-se muito rapidamente pelo veículo e permitem que o sistema avalie rápida e eficazmente a severidade da colisão, fazendo actuar os airbags e os pré-tensores dos cintos de segurança de acordo com os padrões da colisão.

### Motorização
A grande novidade no que diz respeito aos motores é o lançamento com esta VI geração dos motores common rail (os antigos eram bomba injectora). Todos os motores a gasolina e Diesel cumprem os requisitos da futura norma de controlo de emissões Euro 5.

### Modelo a diesel
No lançamento estão disponíveis dois motores 2.0 TDi de 110 e 140 CV (posteriormente o GTD com 170cv), ambos equipados com filtro de partículas (DPF). Os novos TDI são muito econômicos. O motor de 110 CV contenta-se com uns 4,5 litros de gasóleo por cada 100 km (apenas 119 g/km de emissões de CO2), o que representa uma redução de 0,6 litros no consumo de combustível! Mesmo o motor de 140 CV necessita somente de 4,9 litros de gasóleo (129 g/km de CO2), reduzindo também em 0,6 litros o consumo de combustível face à anterior geração. A tecnologia common rail dos novos TDi do Golf VI, é de terceira geração. O sistema atinge pressões até 1800 bar e cada injector, do tipo piezo, conta com oito atomizadores. Os cristais piezo assistidos hidraulicamente injectam combustível em fracções de segundo. Atualmente o 2.0 TDI 110cv foi substituído pelo 1.6 TDI de 105cv.

### Modelo a gasolina
Na fase de lançamento, a nova gama Golf tem três opções de motores a gasolina, com 80, 122 e 160 CV. Os motores a partir de 122 CV são da gama TSi, com sobrealimentação dupla ou apenas com turbocompressor. Estes motores a gasolina são também pioneiros no que respeita à economia de combustível. O motor de 80 CV de acesso à gama, consome apenas 6,4 litros/100 km (149 g/km CO2), ou seja, menos 0,5 litros do que o seu antecessor. Os motores TSi também constituem exemplos de eficiência na economia de combustível: com 122 CV, o Golf 1.4 TSi consome somente 6,2 litros/100 km (144 g/km CO2), o que representa uma poupança de 0,1 litros. O motor 1.4 TSi de 122 CV, com turbocompressor e intercooler, desenvolve um binário máximo de 220 Nm, disponível logo desde as 1250 rpm. O binário específico deste motor atinge o excelente valor de 144 Nm por litro, entre as 5000 e as 6400 rpm, o que contribui decisivamente para a economia de combustível. Mesmo o mais potente 1.4 TSi de 160 CV não ultrapassa um consumo de 6,3 litros aos 100 km, o que equivale a uma diminuição de 1,5 litros em comparação com o anterior TSi de 170 CV. Além destes motores 1.4 acima descritos existe ainda o 2.0 GTI que debita 211cv (mais 11cv que a geração anterior) e o topo de gama, o Golf R20, este usa o mesmo bloco do GTI mas debita 270cv.

## Outras versões
O Golf Harlequin, simultaneamente com o Polo Harlequin foi criado pela Volkswagen em 1996 e era uma versão do carro pintado com 4 cores na mesma carroceria. Apenas 256 unidades foram produzidas em 4 cores base: Chagall Blue, Tornado Red, Ginger Yellow e Pistachio Green, que eram combinadas diferentemente (determinadas pela cor da coluna C e do teto do carro). O nome deriva de Harley Quinn, um artista italiano.
No Brasil uma réplica foi feita com base em um Golf GLX 1998 2.0 MI.
Eles eram produzidos numa única cor e, depois de prontos, as partes eram trocadas, o que possibilitou uma grande variedade de combinações. Alguns Harlequins encalharam nas concessionárias, e acabaram sendo pintados de uma cor sólida. Hoje, muitos entusiastas desse modelo procuram pelos Harlequins que foram pintados, usando como referência números de chassis e o estofamento, que era diferenciado nesse modelo, representando as quatro cores que o fizeram famoso.[carece de fontes?]
A Volkswagen também produz a versão 3.2 VR6 aspirada do Golf, o conhecido R32. Comercializado apenas na Europa e Estados Unidos, o carro conta com 240 cv, motor 3.2 litros de 6 cilindros em V de ângulo estreito e tração 4x4 integral, a mesma utilizada pela Audi.
O Jetta, modelo derivado do Golf I, foi designado na geração seguinte de Vento é depois designado de Bora (na Europa), que era a sua nomenclatura original. É no fundo um Golf de três volumes, isto é, distingue-se claramente a frente, o habitáculo e a mala. Neste modelo a estética frontal e traseira são distintas, mas a plataforma é a mesma.
A Volkswagen apresentou na China o Golf geração IV reestilizado. Com o nome de Bora HS, o modelo ganhou vincos no capô, que passam pela grade dianteira, para-choque e entrada de ar, formando o V que se tornou uma identidade mundial da marca. Na traseira, as lanternas ganharam elementos circulares e o para-choque foi redesenhado.
No Brasil, a reestilização apresentada em 2007 seguiu estilo próprio, diferente do alemão e do chinês, mantendo a plataforma da geração IV por questões de custo. Com 193 cv, o GTi foi o carro mais potente fabricado e vendido no Brasil.
A VW lançou recentemente um modelo desportivo de série limitada, derivado do GTi, que é o Golf GTi 30th Edition, dotado de 230cv e algumas alterações estéticas em relação ao mítico GTi.

## Motorização
Os motores diesel Volkswagen, que sempre foram conhecidos e apreciados por serem robustos e económicos, apareceram logo com a primeira versão do Golf, primeiro com 1500cc de capacidade e 50cv e mais tarde com 1600cc e 54cv, tendo este último uma versão turbo com 70cv, o primeiro GTD, com muitas semelhanças ao já existente GTi. Este motor 1600cc passou para a geração seguinte Mk2 sem mudanças significativas, tendo sido apenas acrescentada uma versão GTD com maior pressão no turbo que produzia cerca de 82cv. Mais tarde, com a geração Mk3, os 1600cc foram abandonados e instalados motores 1900cc mais modernos e potentes, muito semelhantes aos 1900cc TDi que são instalados hoje em dia na geração Mk5.
O Golf utilizava os motores 1.0 e 1.4 TSI, com turbo e injeção direta com 116 e 140 cavalos e 25,5 kgfm de torque nas versões Comfortline e Highline. A versão GTI utiliza um motor semelhante, um 2.0 TSI, também turbo e com injeção direta e indireta, que rende 220 cavalos e 35,7 kgfm de torque. As transmissões podem ser manual de 6 marchas, automatizado de dupla embreagem DSG-7 com 7 marchas, automático Tiptronic com 6 marchas, usadas nas versões com motor 1.0 e 1.4 TSI e automatizado de dupla embreagem DSG-6, com 6 marchas, usada na versão GTI 2.0 TSI.

## Curiosidades
Antes de ser Papa, Bento XVI teve um Golf quando era cardeal. 

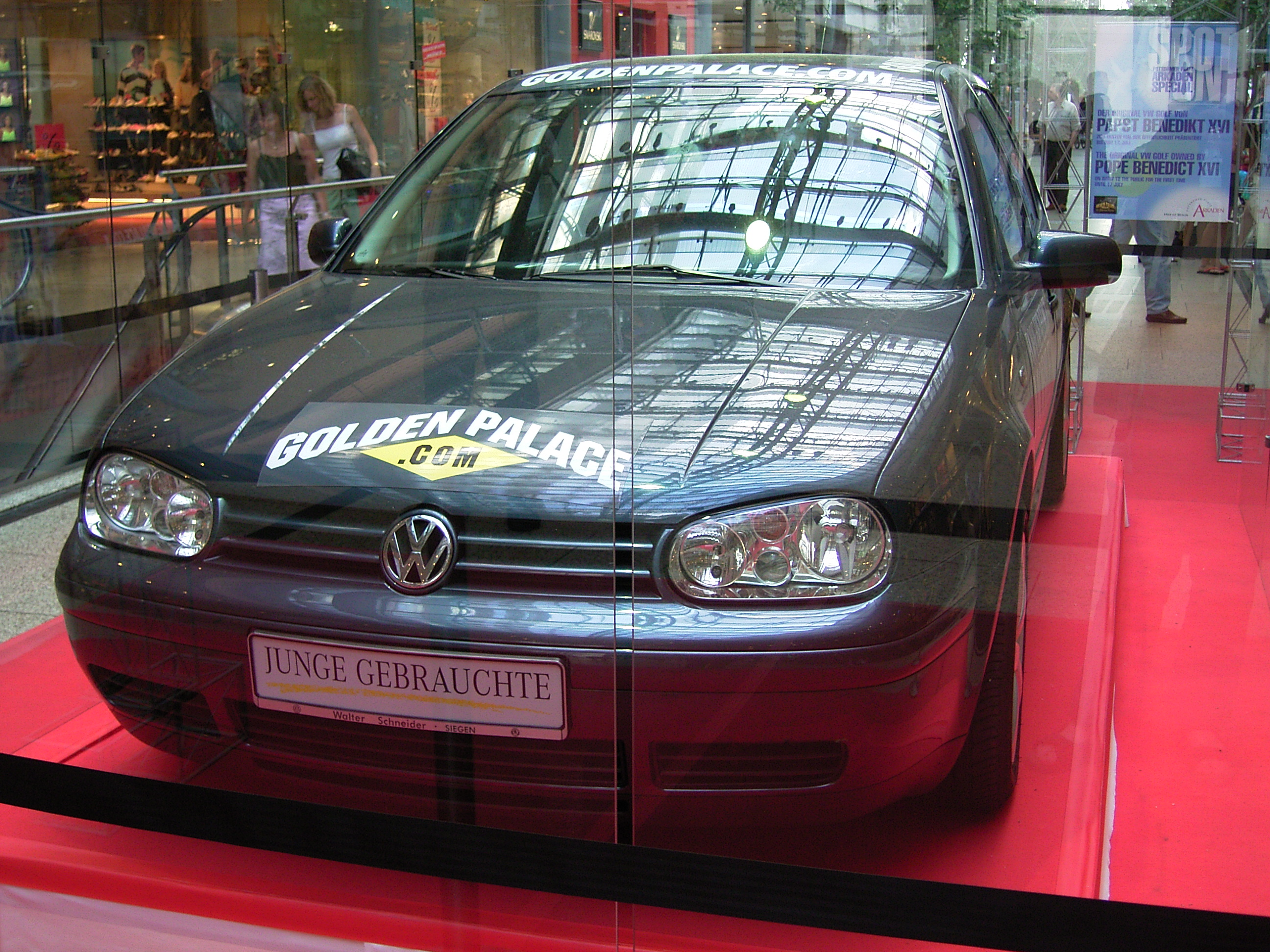
Golf do Papa Bento XVI antes do pontificado

## Galeria

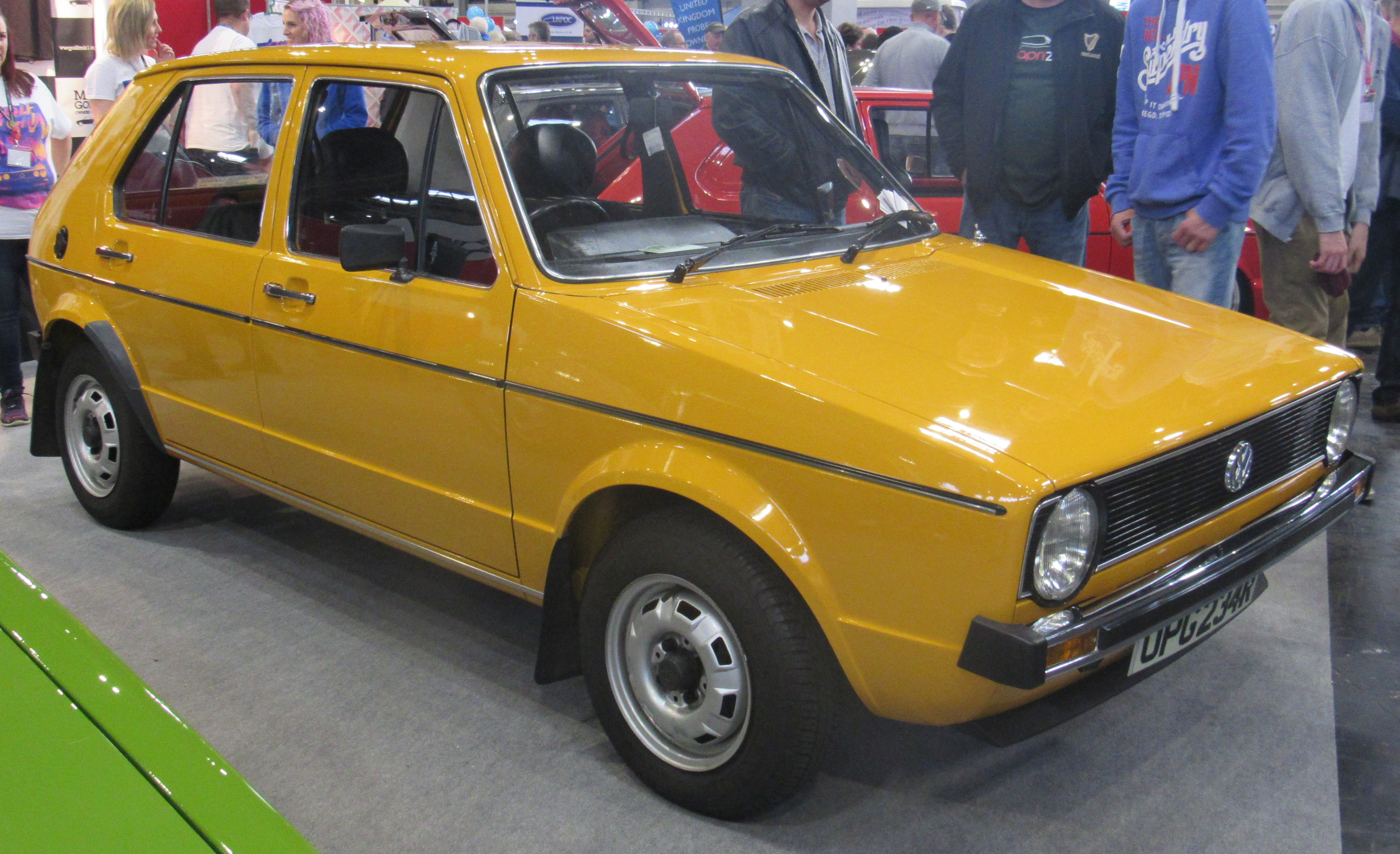
Mark I (1974-84)
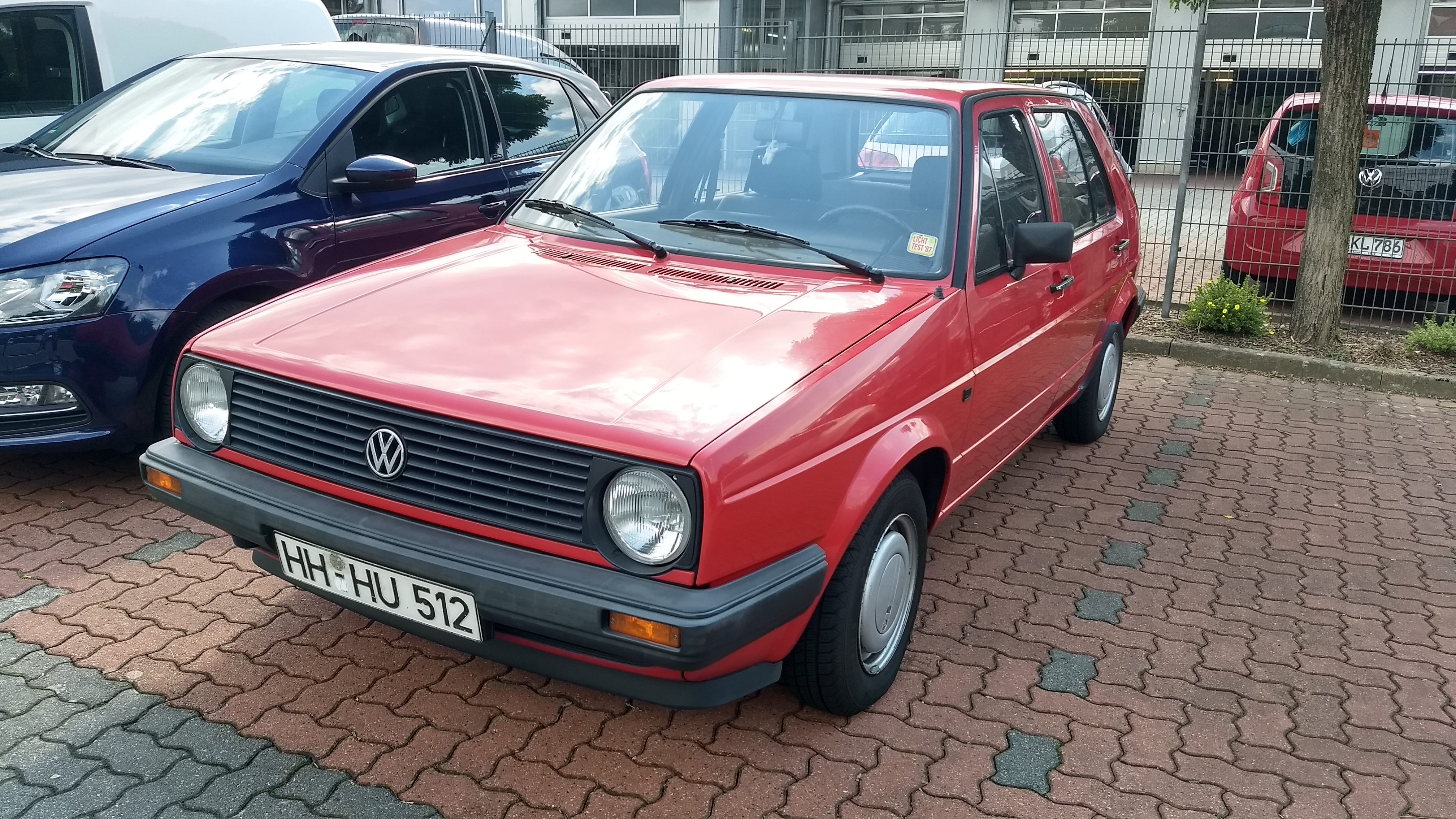
Mark II (1983-1992)
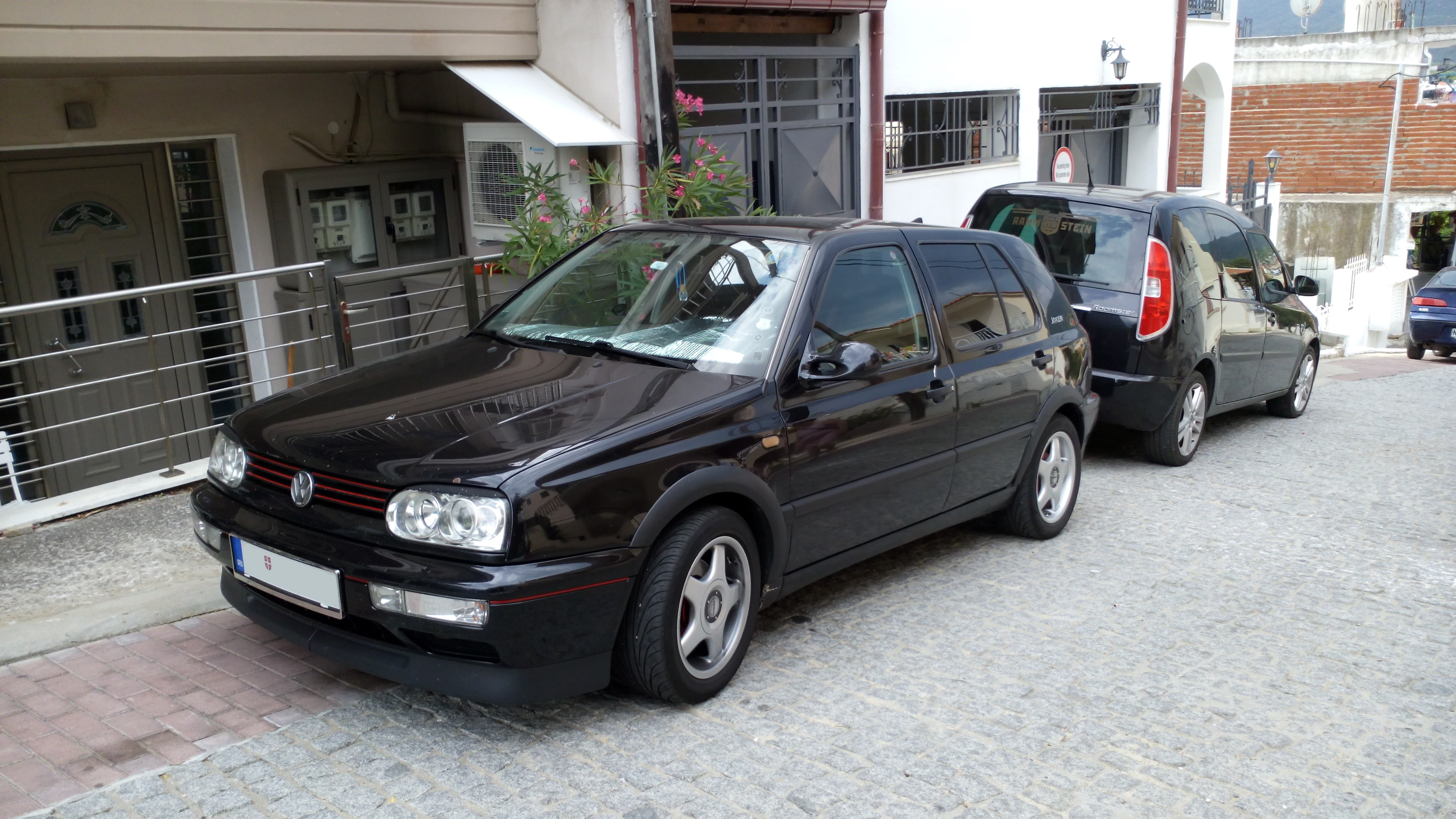
Mark III (1991-99)
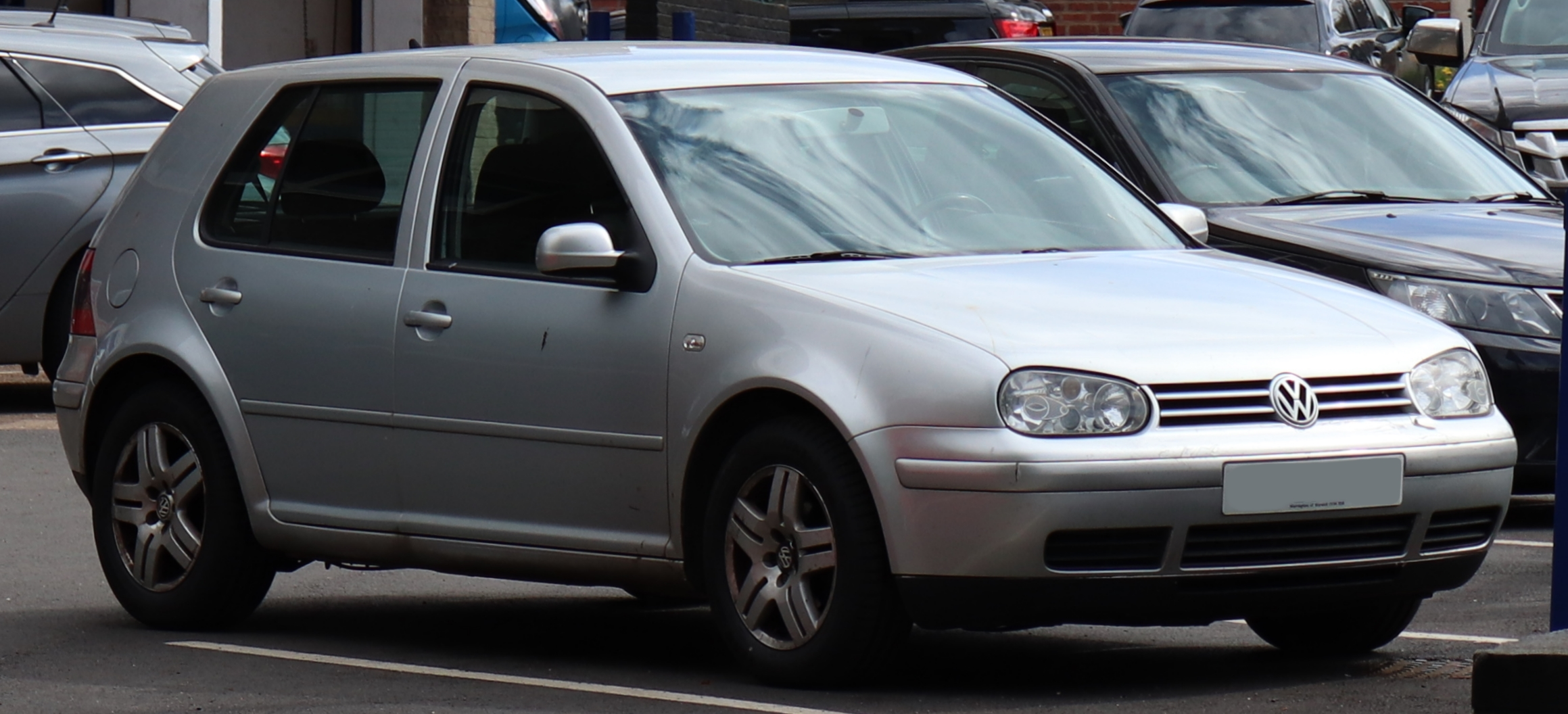
Mark IV (1997-06)
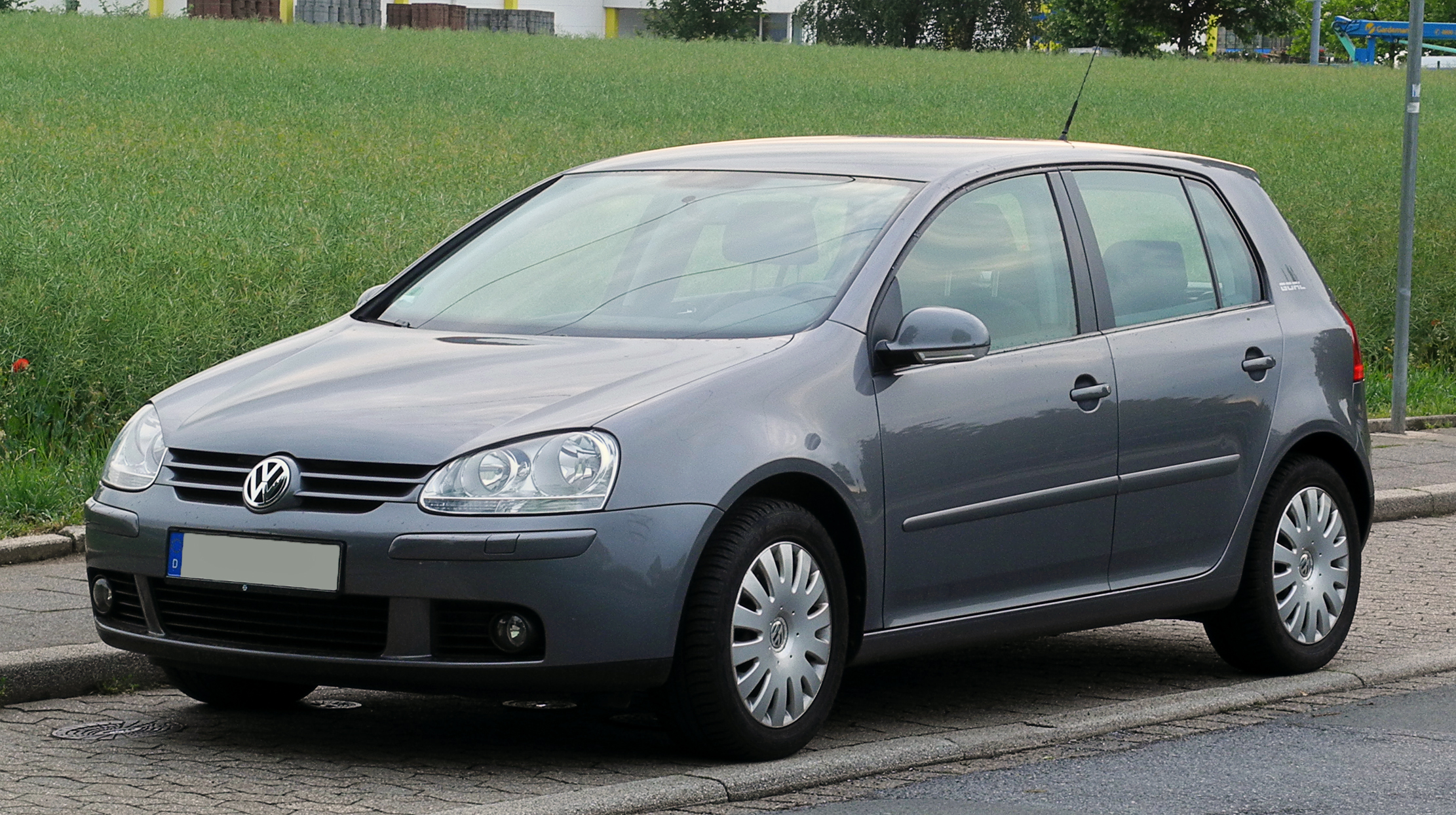
Mark V (2003-08)
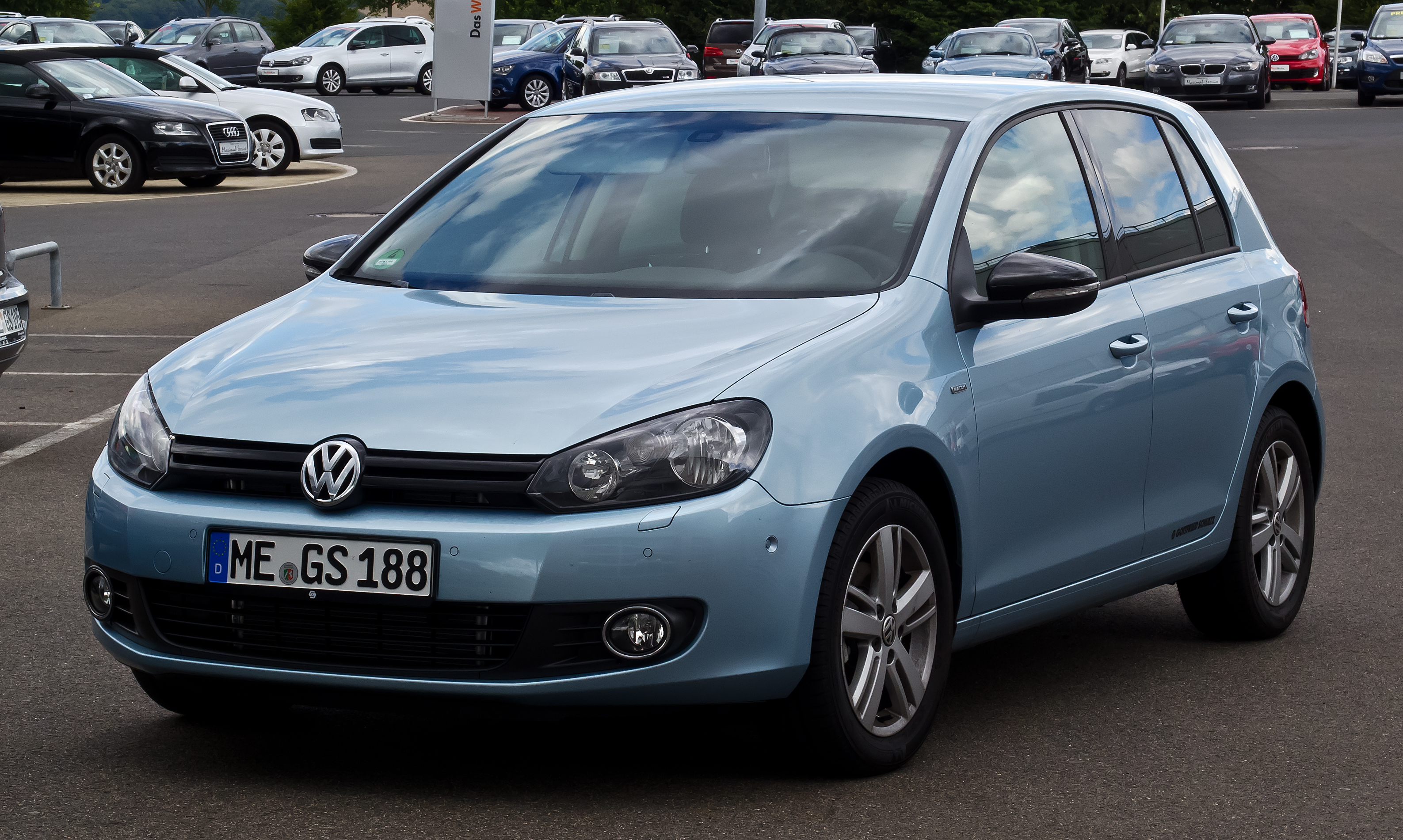
Mark VI (2008-12)
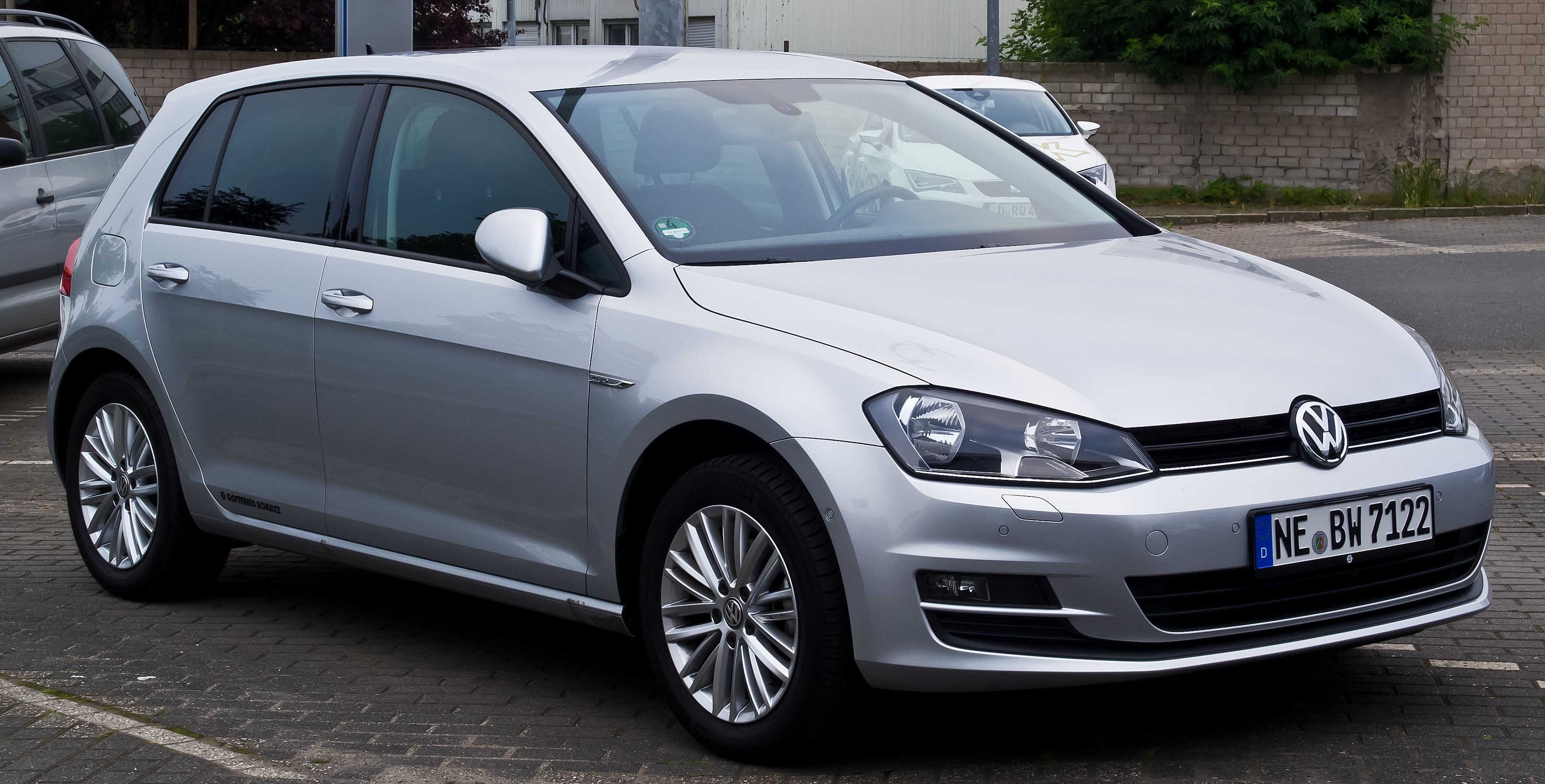
Mark VII (2012-19)
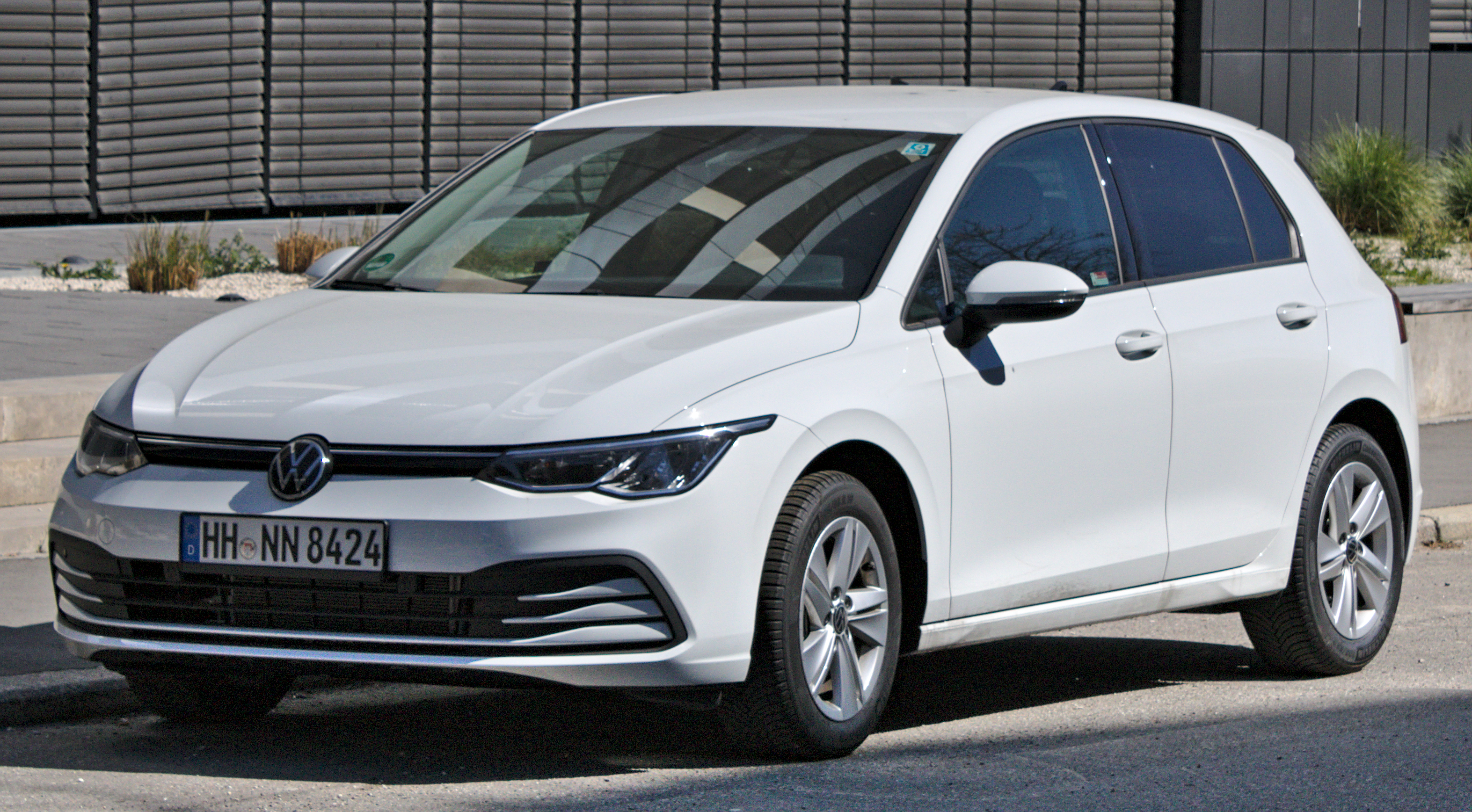
Mark VIII (2019-24)
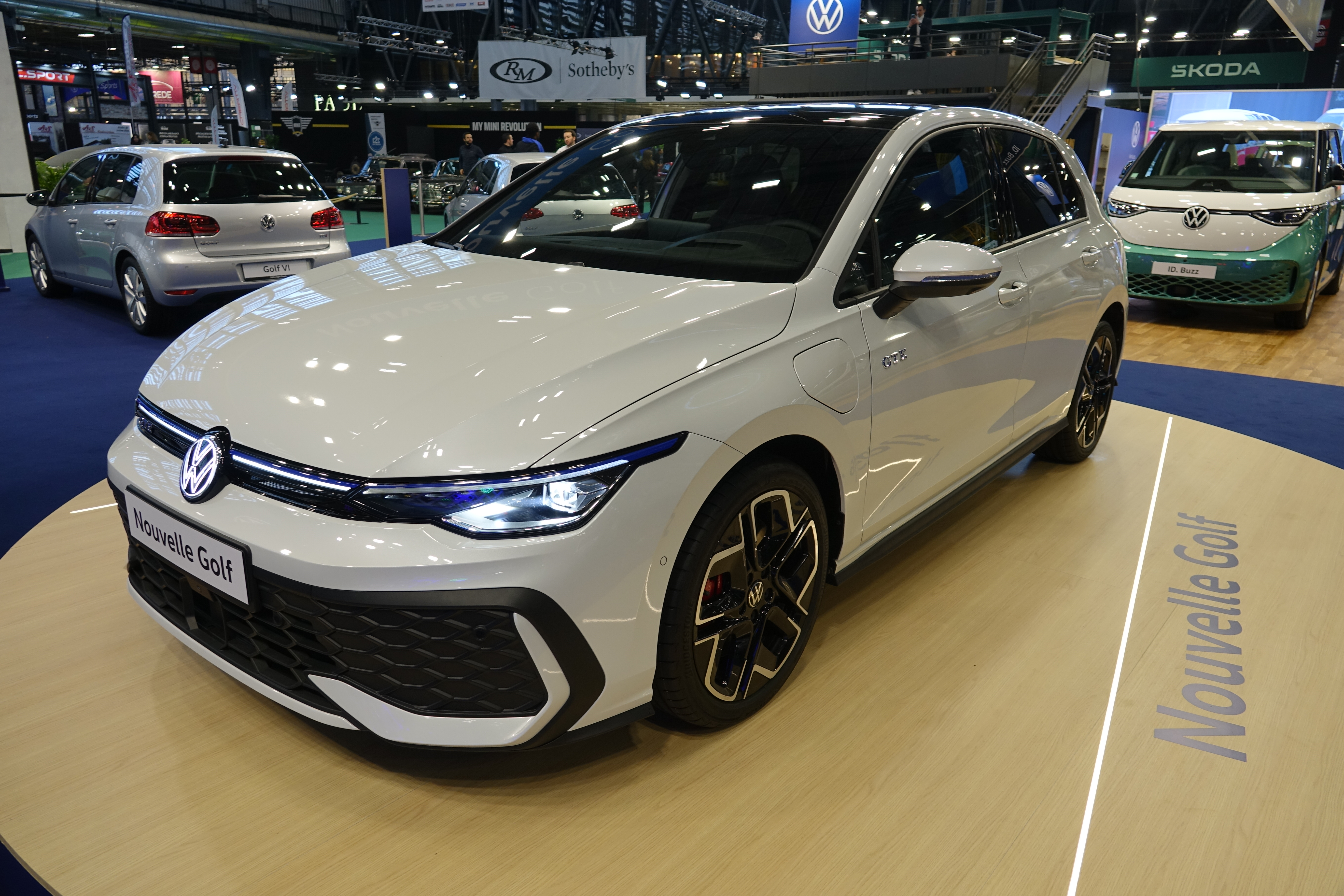
Mark VIII (Facelift) (desde 2024)